# Pendleton Brook
Der Pendleton Brook ist ein Wasserlauf in Lancashire, England. Er entsteht an der Westseite des Pendleton Moors östlich von Pendleton aus zwei unbenannten Zuflüssen. Er fließt in westlicher Richtung. Er fließt am südlichen Rand von Clitheroe und mündet im Südwesten des Ortes in den River Ribble.